# Verkiezingen voor het Europees Parlement 2019/Kandidatenlijst/D66
De kandidatenlijst voor de Europese Parlementsverkiezingen 2019 van de lijst Democraten 66 (D66) (lijstnummer 1) is na controle door de Kiesraad als volgt vastgesteld:
1. In 't Veld S.H. (Sophie), Brussel (BE)
2. Boucke R.M. (Raoul), Rotterdam
3. Rafaela S. (Samira), Uitgeest
4. Klos F.C.O. (Felix), Hilversum
5. Van de Vijver K.E.A. (Emily), 's-Gravenhage
6. Nederstigt J.C.W. (John), Hoofddorp
7. Warmerdam S. (Sjoerd), Amsterdam
8. Garcia Hermida-van der Walle R. (Raquel), Gorredijk
9. Caarls S.J. (Susanne), 's-Gravenhage
10. Winkel B.T. (Bastiaan), 's-Gravenhage
11. Pannebakker J.M. (Anita), Overijse (BE)
12. Van Dijk V.H.A. (Vic), Enschede
13. Braam-van Valkengoed H.A.P. (Rita), Culemborg
14. Admiraal A. (Andor), 's-Gravenhage
15. Laurijssens-van Engelenhoven E.F.C.N. (Emma), Etten-Leur
16. Van Wijngaarden E. (Eva), Tilburg
17. Boon F.E. (Franklin), Noorbeek
18. Zenthöfer A.F. (Andreas), 's-Gravenhage
19. Van Stralen C.A. (Conny), Overveen
20. Stevens S.A.W. (Stef), Helmond
21. Van der Ham A.S. (Fons), Almere
22. Boogerd-Quaak J.L.A. (Johanna), Zaamslag
23. De Heer T.J.W. (Thierry), Hoogerheide
24. Van Peski C.J. (Caecilia), Tilburg
25. Terlouw J.C. (Jan), Twello

Democraten 66 (D66) ·
CDA-Europese Volkspartij · 
PVV (Partij voor de Vrijheid) ·
VVD · 
SP (Socialistische Partij) ·
P.v.d.A./Europese Sociaaldemocraten ·
ChristenUnie-SGP ·
GROENLINKS ·
Partij voor de Dieren ·
50PLUS ·
JEZUS LEEFT ·
DENK ·
De Groenen ·
Forum voor Democratie ·
vandeRegio & Piratenpartij ·
Volt Nederland